# Selección de rugby de Islas Cook
La selección de rugby de Islas Cook, también conocida como Cookies, es la selección nacional de rugby de esas islas y está regulada por la Cook Islands Rugby Union.

## Síntesis
Las Islas Cook comenzaron a participar en los Juegos del Pacífico Sur en Papeete 1971, consiguiendo la medalla de plata.
A través de torneos clasificatorios oceánicos ha procurado entrar a la Copa del Mundo, su primer intento fue para la edición de Gales 1999.
En cuanto a torneos continentales compite bianualmente en la Oceania Rugby Cup, alcanzando el título en el 2013.

## Palmarés
- Oceania Rugby Cup (3): 2005, 2006. 2013[1]
- Mini Juegos del Pacífico (1): 1985

## Participación en copas
| - no ha clasificado - Papeete 1971: 2º puesto - Apia 1983: 4º puesto - Tour de Italia 1980: ganó (1 - 0) - Tour de NZ Divisional XV 1993: perdió (0 - 1) | - Oceania Cup 2007: no participó - Oceania Cup 2008: semifinalista - Oceania Cup 2009: 2º puesto - Oceania Cup 2011: no participó - Oceania Cup 2013: Campeón invicto - Oceania Rugby Cup 2015: no participó - Oceania Rugby Cup 2017: 2º puesto (último) |

## Victorias destacadas
- Se consideran solo victorias ante naciones del Tier 1 ( participantes del Seis Naciones y del Rugby Championship).

| 6 de julio de 1980 | Islas Cook | 15 - 6  | Italia |  |  |
|                    |            | Reporte |        |  |  |